# Högaltererad sext
| I denna artikel     |
| används tonnamnen   |
| Bess (B♭) och B.    |
| Se olika skrivsätt. |

En högaltererad sext är i musikteori en höjning av sjätte tonen i en skala med ett halvtonsteg.
Exempel
| Skala                       | Exempel            |
| --------------------------- | ------------------ |
| C-dur                       | C D E F G A B C    |
| C-dur med högaltererad sext | C D E F G Aiss B C |
| Ren d-moll                  | D E F G A Bess C D |
| D dorisk                    | D E F G A B C D    |

D dorisk är en d-mollskala med högaltererad sext.